# Jonas, der im Jahr 2000 25 Jahre alt sein wird
Jonas, der im Jahr 2000 25 Jahre alt sein wird ist ein Filmdrama des Schweizer Regisseurs Alain Tanner aus dem Jahre 1976. Es war Tanners fünfter Film, mit dem der Godard-Schüler dem „nachrevolutionären Katzenjammer“ dieser Zeit „den Entwurf einer konkreten Utopie“ entgegensetzte, so der Filmkritiker Hans-Christoph Blumenberg.

## Handlung
Eine Gruppe von acht Männern und Frauen (vier Paare) im Alter um die 30, mit unterschiedlichen Berufen, aber alle geprägt von den «revolutionären» Ereignissen des Jahres 1968 (68er-Bewegung) und zugleich enttäuscht von deren Ergebnissen, ziehen zusammen auf einen Bauernhof auf dem Land, im Kanton Genf. Alle fühlen sich dem am Ende des Films geborenen Knaben Jonas als ihrem gemeinsamen Kind verbunden, das im damals noch weit entfernten Jahr 2000 25 Jahre alt sein wird. Auf ihm ruht die Hoffnung auf das Einlösen der Versprechen der 68er-Revolte.

## Kritik
„«Jonas» ist kein schlechter Film: Die Fülle der Anregungen ist immer noch groß, Dialog kann stattfinden. Der Film ist von straffer Disziplin und gezügelter künstlerischer Intuition geprägt. Tanner ist der große Erzähler geblieben, auch wenn er diesmal keine Geschichte erzählt, sondern Episoden miteinander verbindet. […] «Jonas» ist das Werk eines reifen, abgeklärten Künstlers, sehenswert in jeder Phase.“

## Auszeichnungen
Das Drehbuch wurde im Jahr 1977 mit dem US-amerikanischen National Society of Film Critics Award ausgezeichnet.

## Hintergrund
Der Film wurde in Genf gedreht, der Stadt, in der auch der Regisseur lebte. Weltpremiere war am 2. Oktober 1976 auf dem New York Film Festival.